# Alfredo Hua-Sing Ang
Alfredo Hua-Sing Ang, meist Alfredo H-S. Ang zitiert (* 4. Juli 1930 in Davao City, Philippinen; † 14. Oktober 2024 in Bellevue, Washington), war ein US-amerikanischer Bauingenieur, der sich mit Sicherheits- und Zuverlässigkeitsfragen im Bauingenieurwesen befasste.
Ang studierte Bauingenieurwesen am Mapua Institute of Technology in Manila und an der University of Illinois at Urbana-Champaign (UIUC) mit Master-Abschluss 1957 und Promotion 1959. Dazwischen war er 1954/55 Entwurfsingenieur bei Mulvaney-McMillan. 1959 wurde er Assistant Professor und 1965 Professor an der UIUC. Nach der Emeritierung 1988 war er Professor an der University of California, Irvine.
Er befasste sich unter anderem mit seismischen Risiken, quantitativer Risikobewertung (Quantitative Risk Assessment, QRA), Life-Cycle Kosten und schrieb ein zweibändiges Lehrbuch über Sicherheit und Zuverlässigkeit im Bauwesen und anderen Ingenieurs-Bereichen.
1982 erhielt er die Alfred M. Freudenthal Medal der ASCE und 1988 die Nathan M. Newmark Medal. Er war Mitglied der National Academy of Engineering (1976), Fellow der ASME und Ehren-Fellow der ASCE.

## Schriften
- mit Wilson H. Tang: Probability Concepts in Engineering, Wiley, 2 Bände, 1975, 1984, 2. Auflage 2007